# Santibáñez el Bajo
Santibáñez el Bajo (extremadurai nyelven Santibañi el Baju) település Spanyolországban, Cáceres tartományban. Santibáñez el Bajo Ahigal, Aceituna, Santa Cruz de Paniagua, Cerezo és Valdeobispo községekkel határos. Lakosainak száma 710 fő (2024).

## Népesség
A település népessége az elmúlt években az alábbi módon változott:
| Lakosok száma | 1034 | 922  | 863  | 829  | 811  | 757  | 767  | 756  | 748  | 710  |
|               | 2001 | 2004 | 2006 | 2009 | 2011 | 2014 | 2016 | 2019 | 2021 | 2024 |